# Halte Beuningen
De Halte Beuningen was een halte aan de voormalige tramlijn Oldenzaal - Denekamp. De halte van Beuningen was geopend van 19 juli 1903 tot 15 mei 1936.
0,0: Oldenzaal AS ·
1,0: Bentheimerstraat (Stad) ·
4,1: Rossum ·
5,6: Volthe ·
7,9: Beuningen ·
9,0: Dinkeloord ·
10,0: Denekamp
Almelo · 
-De Riet · 
Borne · 
Daarlerveen · 
Dalfsen · 
Delden · 
Deventer · 
-Colmschate · 
Enschede · 
-De Eschmarke · 
-Kennispark · 
Glanerbrug · 
Goor · 
Gramsbergen · 
Hardenberg · 
Heino · 
Hengelo · 
-Gezondheidspark ·
-Oost · 
Holten · 
Kampen · 
-Zuid ·
Mariënberg · 
Nijverdal · 
Oldenzaal ·
Olst · 
Ommen · 
Raalte ·
Rijssen · 
Steenwijk · 
Vriezenveen · 
Vroomshoop · 
Wierden · 
Wijhe · 
Zwolle · 
-Stadshagen
Stations van de Museum Buurtspoorweg:
Haaksbergen · Zoutindustrie · Boekelo

Voormalige stations: zie de lijst van voormalige spoorwegstations in Overijssel